# Case în stil Secession din Turda

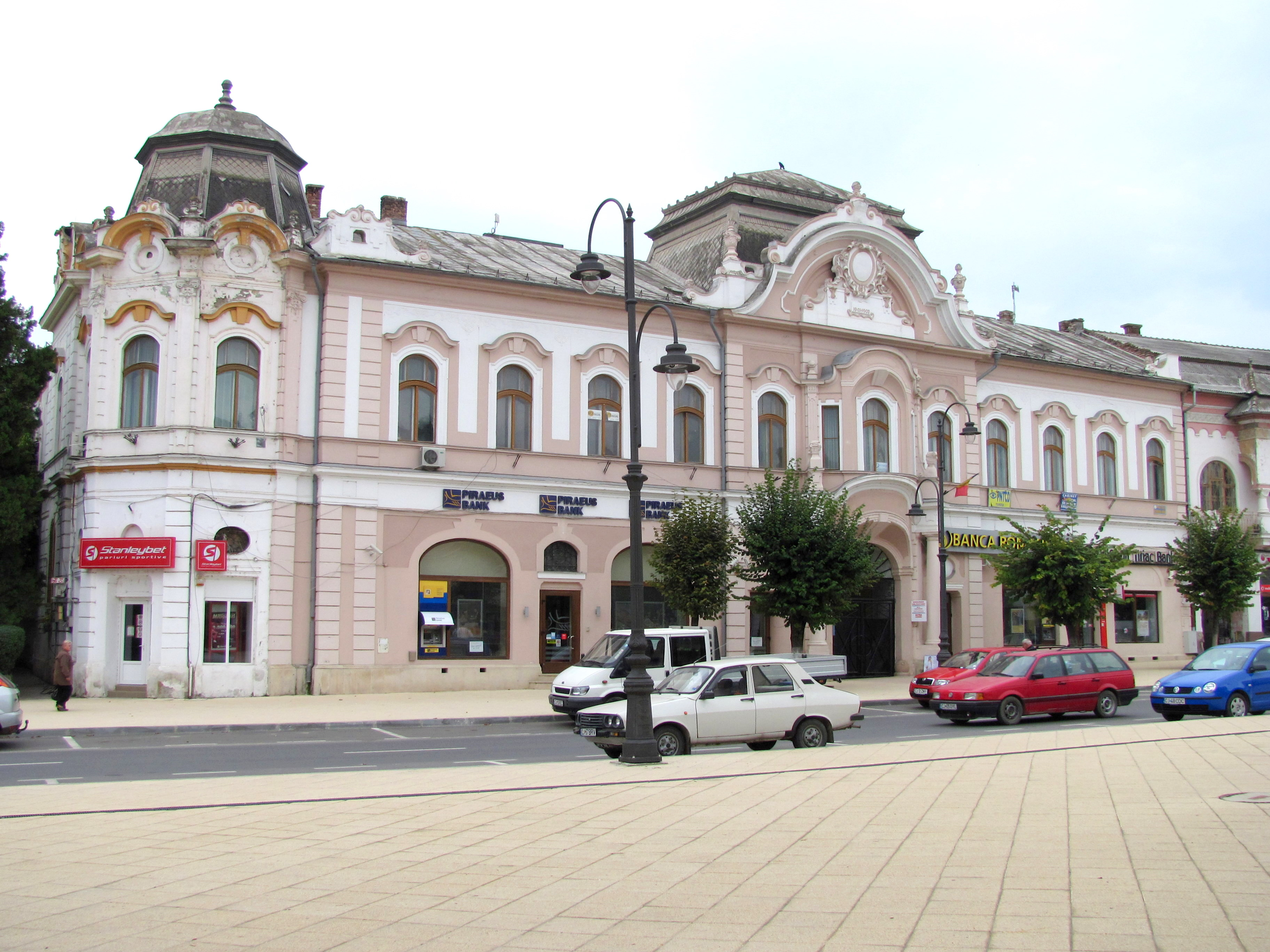
Palatul Finanțelor în stil Secession
(Piața Republicii nr.15)

Casele în stil Secession din Turda construite în jurul anului 1900 (Piața Republicii nr.7, str.Coșbuc nr.12 și str.Coșbuc nr.13) sunt înscrise pe lista monumentelor istorice din județul Cluj, elaborată de Ministerul Culturii din România în anul 2015 (cod LMI CJ-II-m-B-07798, cod LMI CJ-II-m-B-07791 și cod LMI CJ-II-m-B-07792). 

## Descriere
Clădirea din Piața Republicii nr.7, semnalată din anii 1880-1897, cu parter din piatră, a fost reconstruită cu etaj și mansardă în stil Secession (Arta 1900), înainte de anul 1910. 
În casa din str.Coșbuc nr.12 se află în prezent parohia Bisericii Unitariene din Turda.
În același stil au fost construite și Palatul Finanțelor (Piața Republicii nr.15) și Vila Mendel (str.Dr.Ioan Rațiu nr.25). Palatul Finanțelor a fost construit între anii 1901-1902. Nu se cunoaște numele proiectantului, care a realizat o compoziție eclectică cu puternice influențe secesioniste. Este o clădire cu etaj, în porțiunea ieșită din linia feței se află gangul cu acces carosabil, marcat cu coloane. Destinația inițială a clădirii a fost Palat de Finanțe, dar ulterior a găzduit primăria, judecătoria, poșta, astăzi bănci și magazine.

## Galerie de imagini

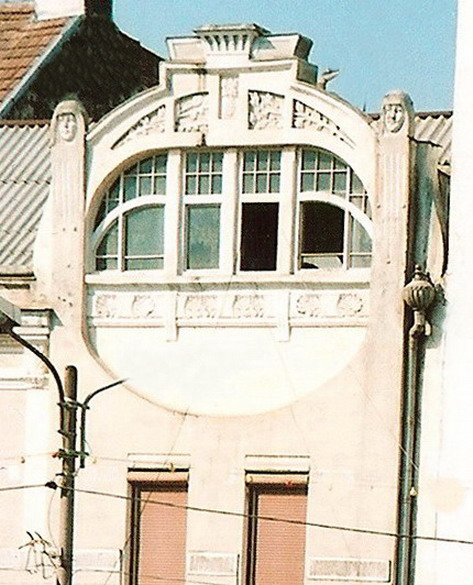
Clădire în stil Secession (Piaţa Republicii nr.7)
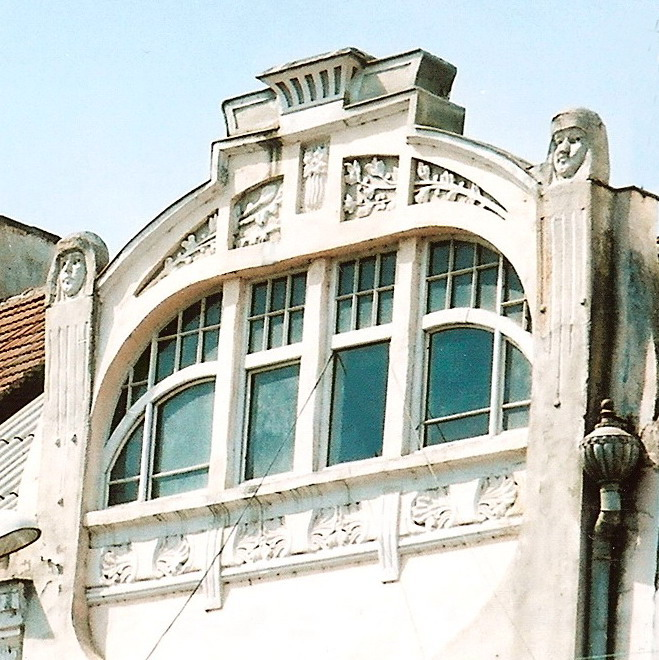
Clădire în stil Secession (Piaţa Republicii nr.7)
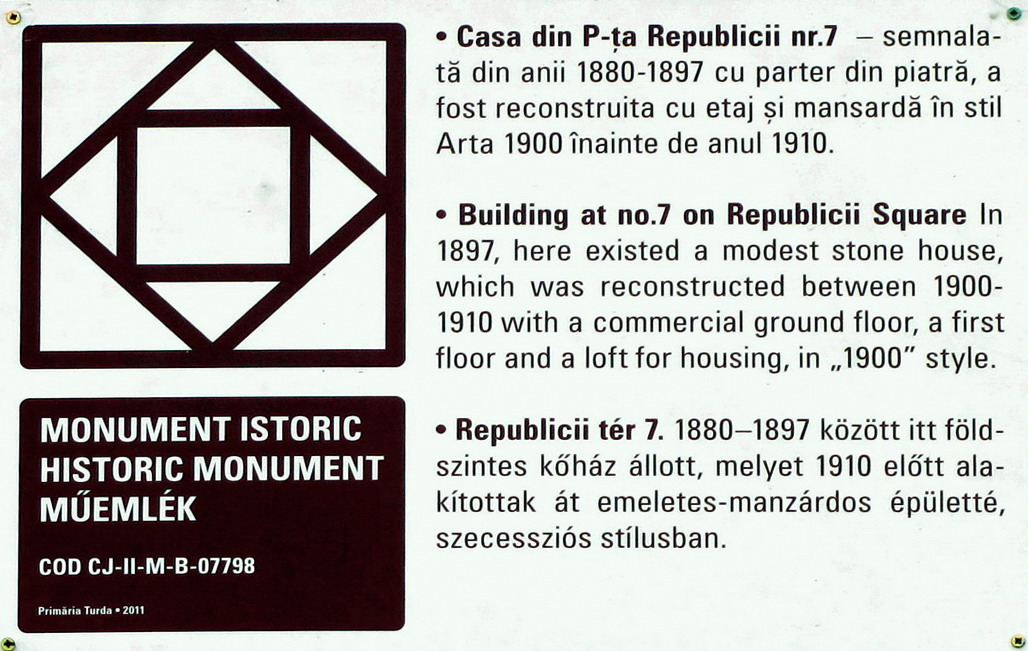
Placa informativă de pe clădirea în stil Secession (Piaţa Republicii nr.7)
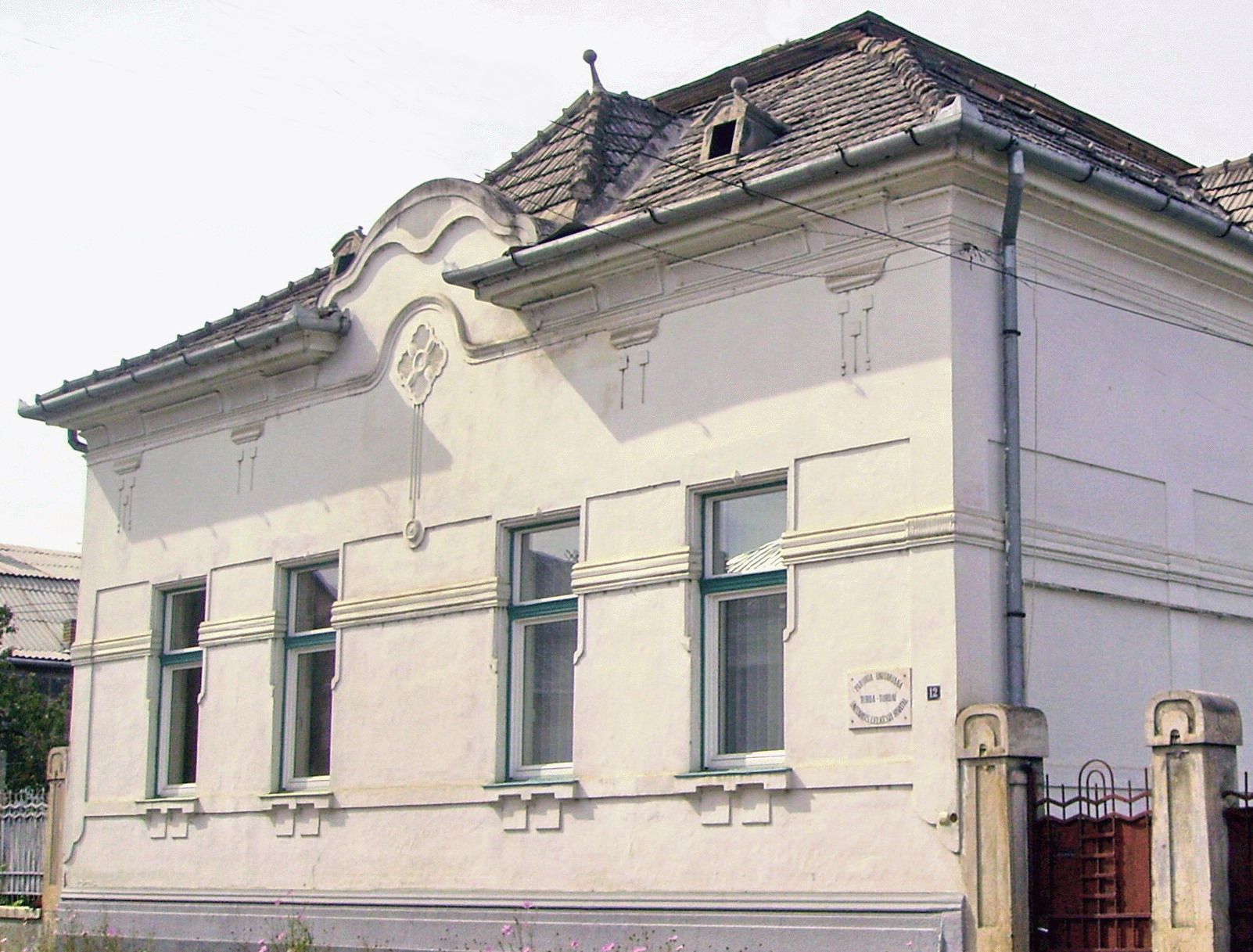
Casă în stil Secession (parohia unitariană, str.Coşbuc nr.12)
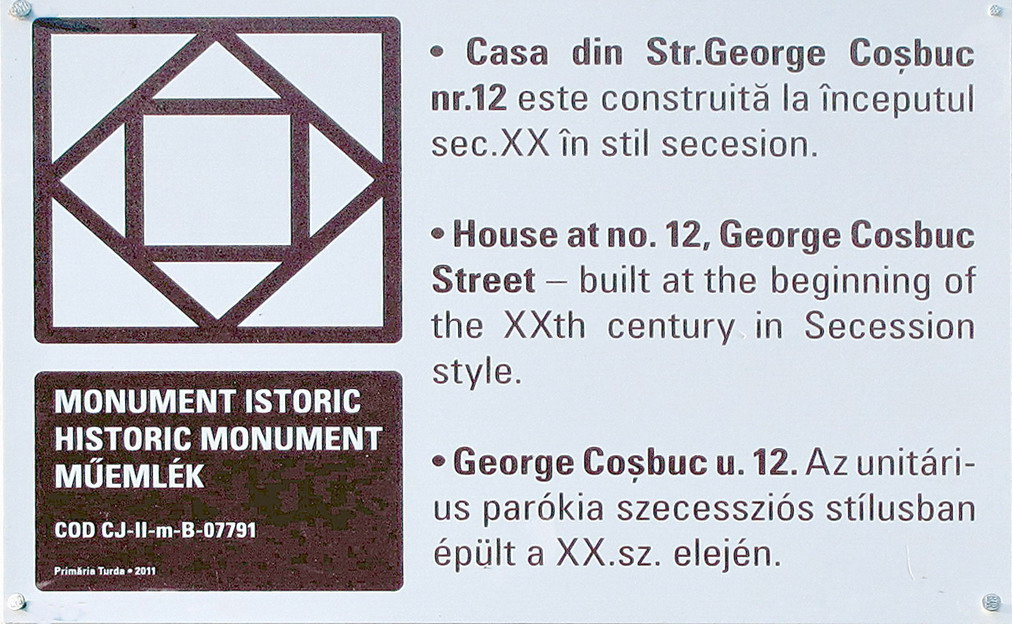
Placa informativă de pe casa în stil Secession din str.Coşbuc nr.12
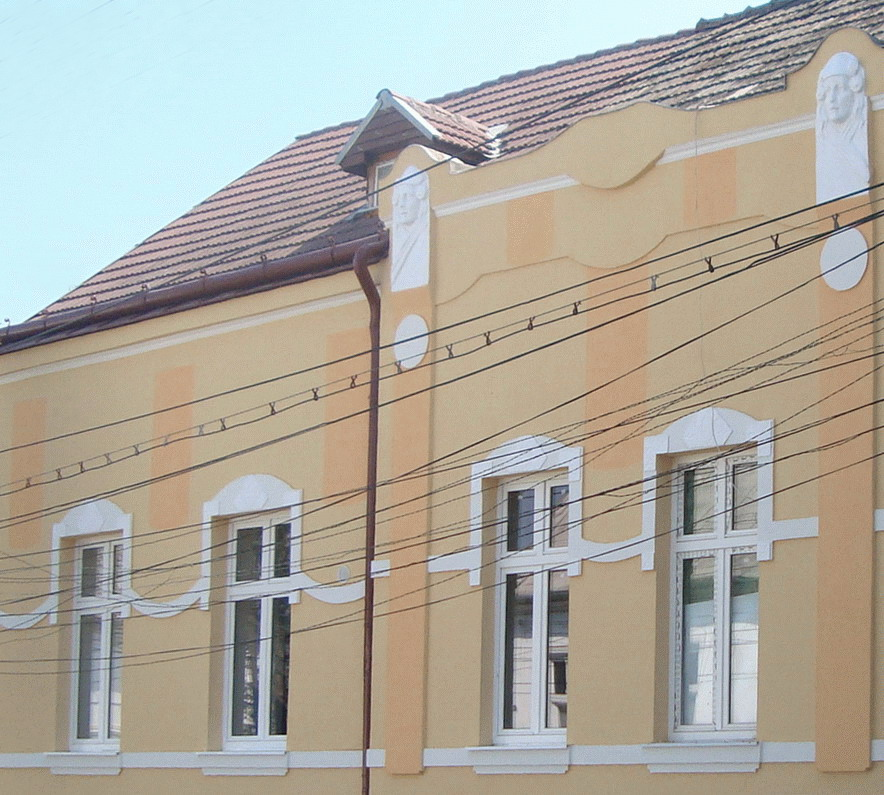
Casă în stil Secession (str.Coşbuc nr.13)
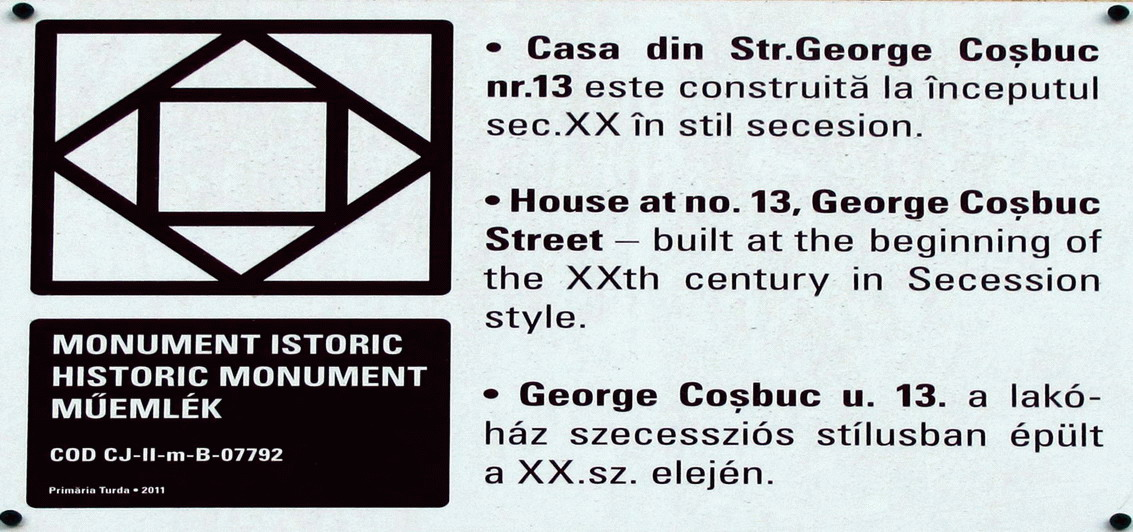
Placa informativă de pe casa în stil Secession (str.Coşbuc nr.13)
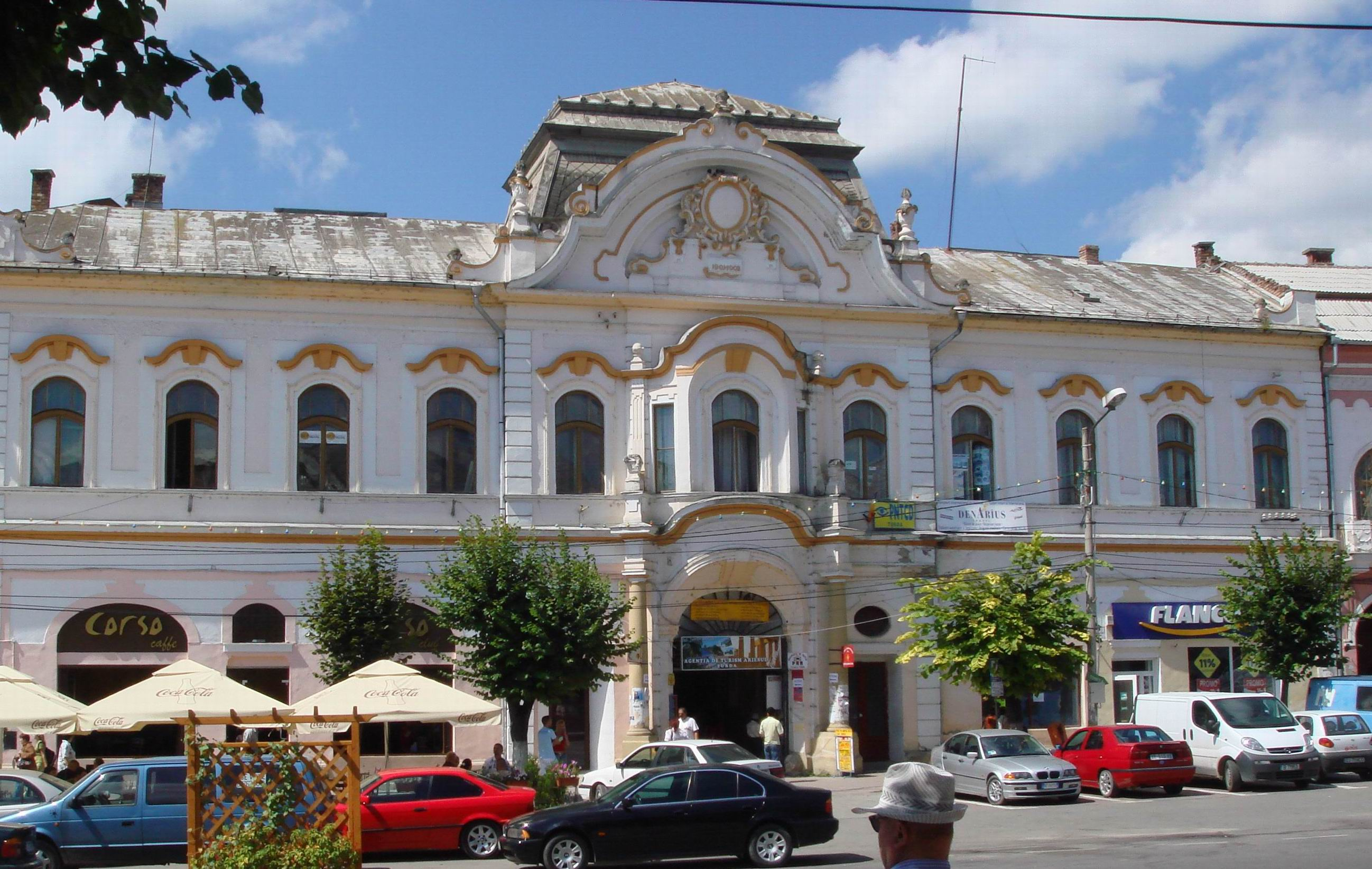
Palatul Finanțelor în stil Secession (Piaţa Republicii nr.15)
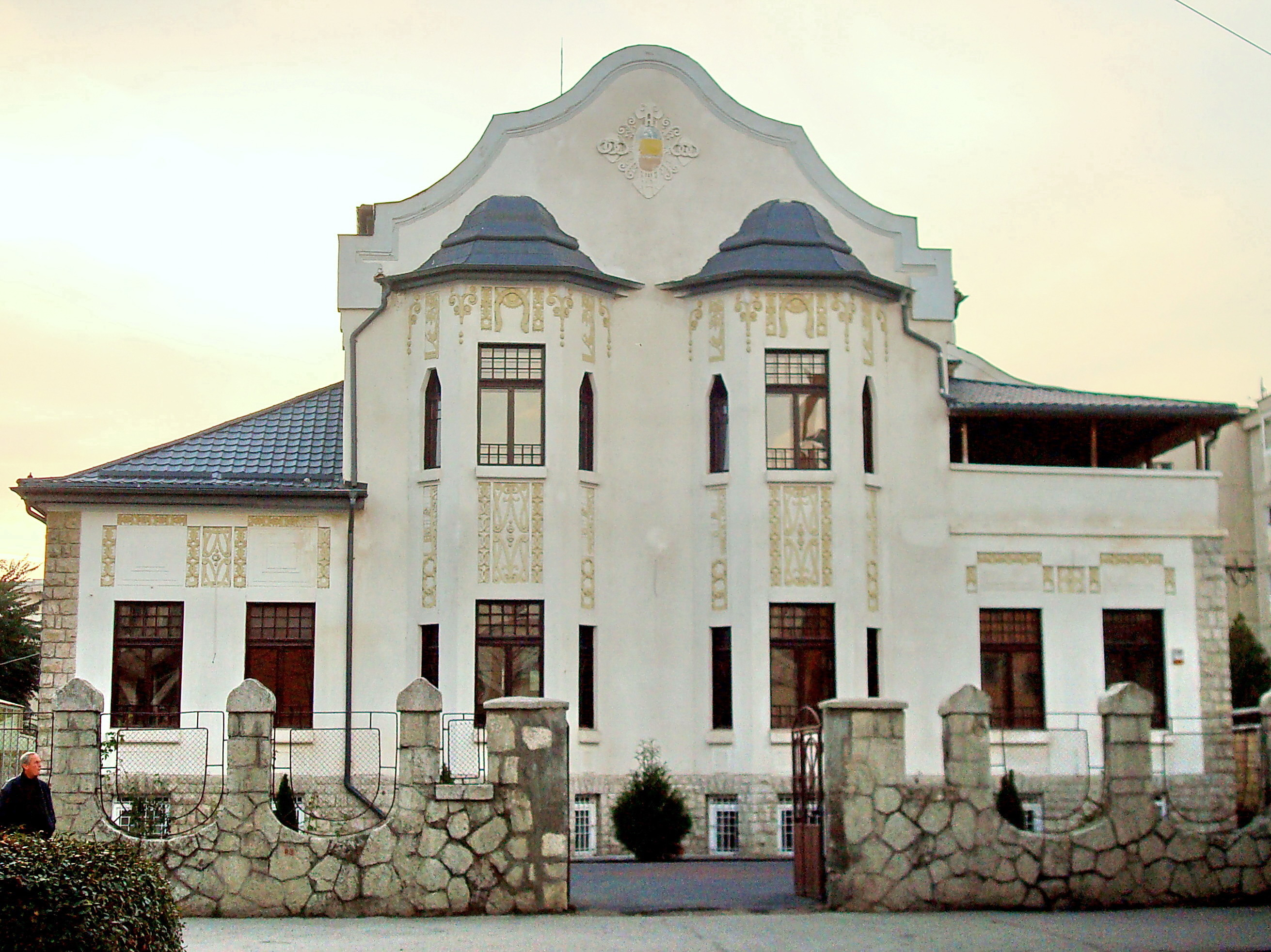
Vila Mendel în stil Secession (str.Dr.Ioan Raţiu nr.25)